# Georges Capdeville
Pierre Georges Louis Capdeville (30 de outubro de 1899 – 24 de fevereiro de 1991) foi um árbitro de futebol francês que apitou a final da Copa do Mundo de 1938: Itália X Hungria. 
Foi o primeiro francês a apitar uma final de Mundial, o segundo foi Maurice Guigue, em 1958.